# Cyrestis baliensis
Cyrestis baliensis är en fjärilsart som beskrevs av Martin 1903. Cyrestis baliensis ingår i släktet Cyrestis och familjen praktfjärilar. Inga underarter finns listade i Catalogue of Life.